# تیلاندزیا سه‌رنگ
تیلاندزیا سه‌رنگ (نام علمی: Tillandsia tricolor) نام گونه‌ای از تیره آناناسیان است.